# Лоренсвілл (Пенсільванія)
Лоренсвілл (англ. Lawrenceville) — місто (англ. borough) в США, в окрузі Тайога штату Пенсільванія. Населення — 691 особа (2020).

## Географія
Лоренсвілл розташований за координатами 41°59′45″ пн. ш. 77°7′49″ зх. д. / 41.99583° пн. ш. 77.13028° зх. д. (41.995892, -77.130280).  За даними Бюро перепису населення США в 2010 році місто мало площу 1,51 км², уся площа — суходіл.

## Демографія
Згідно з переписом 2010 року, у селищі мешкала 581 особа в 256 домогосподарствах у складі 164 родин. Густота населення становила 385 осіб/км².  Було 264 помешкання (175/км²).
Расовий склад населення:
| - 98,1 % — білих - 0,7 % — корінних американців - 0,5 % — чорних або афроамериканців |

До двох чи більше рас належало 0,7 %. Частка іспаномовних становила 1,0 % від усіх жителів.
За віковим діапазоном населення розподілялося таким чином: 22,9 % — особи молодші 18 років, 63,0 % — особи у віці 18—64 років, 14,1 % — особи у віці 65 років та старші. Медіана віку мешканця становила 39,4 року. На 100 осіб жіночої статі у селищі припадало 86,8 чоловіків;  на 100 жінок у віці від 18 років та старших — 86,7 чоловіків також старших 18 років.
Середній дохід на одне домашнє господарство  становив 47 061 долар США (медіана — 33 500), а середній дохід на одну сім'ю — 56 429 доларів (медіана — 49 531). Медіана доходів становила 50 625 доларів для чоловіків та 45 156 доларів для жінок. За межею бідності перебувало 26,7 % осіб, у тому числі 27,1 % дітей у віці до 18 років та 21,2 % осіб у віці 65 років та старших.
Цивільне працевлаштоване населення становило 260 осіб. Основні галузі зайнятості: виробництво — 24,2 %, освіта, охорона здоров'я та соціальна допомога — 15,8 %, роздрібна торгівля — 11,2 %, науковці, спеціалісти, менеджери — 8,5 %.